# هيرمان مايرز
هيرمان مايرز (بالإنجليزية: Herman Myers)‏ هو سياسي أمريكي ديمقراطي، ولد في 18 يناير 1847 في بافاريا، وتوفي في 24 مارس 1909.
انتقلت عائلته إلى فرجينيا عندما كان طفلاً.
شغل منصب عمدة سافانا في عام 1895 وفي عام 1897 خسر الانتخابات ضد بيتر ميلدريم وعاد ليفوز في انتخابات عام 1899 و 1901 و 1903 و 1905.